# Ravnice Desinićke
 Ravnice Desinićke  falu Horvátországban Krapina-Zagorje megyében. Közigazgatásilag Desinićhez tartozik.

## Fekvése
Krapinától 16 km-re délnyugatra,  községközpontjától 6 km-re délkeletre a Horvát Zagorje északnyugati részén fekszik.

## Története
A településnek 1857-ben 211, 1910-ben 430 lakosa volt. Trianonig Varasd vármegye Pregradai járásához tartozott. A településnek 2001-ben 202 lakosa volt.

## Nevezetességei
Szent János tiszteletére szentelt kápolnája.

## Külső hivatkozások
Desinić község hivatalos oldala